# Ekspedycja 27
Ekspedycja 27 – stała załoga Międzynarodowej Stacji Kosmicznej. Misja trwała od marca do maja 2011 r.

## Załoga
Załoga stacji składała się z 6 członków, którzy przebywali na niej wspólnie od marca do czerwca 2011 roku (liczba w nawiasie oznacza liczbę lotów odbytych przez każdego z astronautów, łącznie z Ekspedycją 27):
- Dmitrij Kondratiew (1), Dowódca - Roskosmos
- Paolo Nespoli (2), Inżynier pokładowy 1 - ESA
- Catherine Coleman (3), Inżynier pokładowy 2 - NASA
- Andriej Borisienko (1), Inżynier pokładowy 3 - Roskosmos
- Aleksandr Samokutiajew (1), Inżynier pokładowy 4 - Roskosmos
- Ronald Garan (2), Inżynier pokładowy 5 - NASA